# Бозтобе
Бозтобе́ (каз. Бозтөбе) — село у складі Каргалинського району Актюбінської області Казахстану. Входить до складу Ащилисайського сільського округу.
До 2009 року село називалось називалось Анастасьєвка.
Населення — 254 особи (2021; 350 у 2009, 399 у 1999, 654 у 1989).